# Кладдадафф

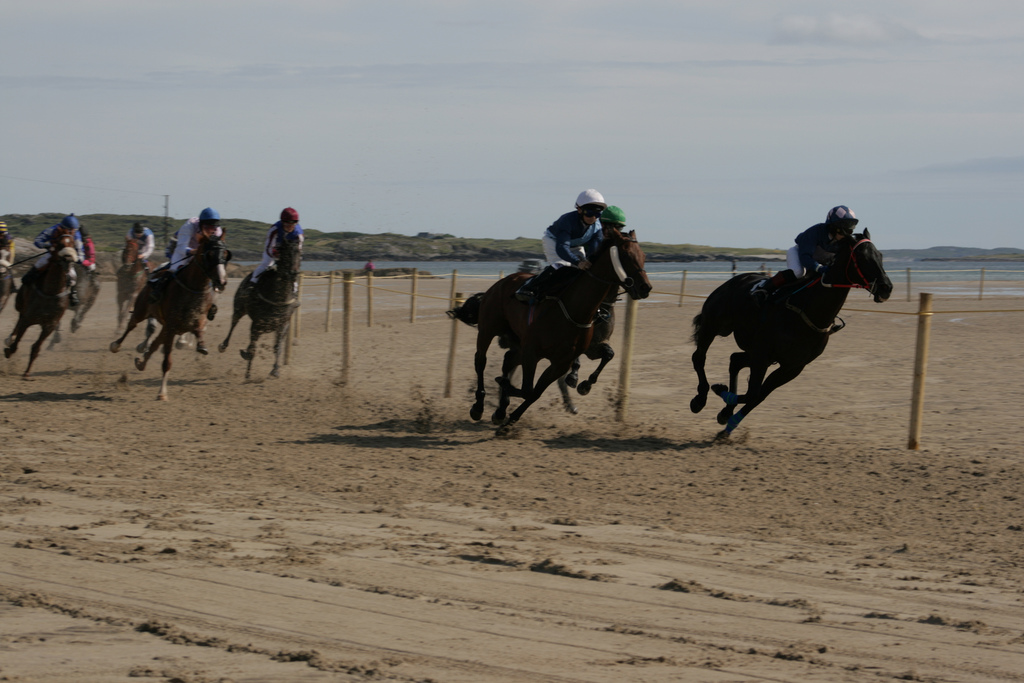
В Кладдадаффе ежегодно проводятся скачки на песчаном берегу

Кладдадафф (англ. Claddaghduff; ирл. An Cladach Dubh) — деревня в Ирландии, находится в графстве Голуэй (провинция Коннахт).